# Rozejm andruszowski

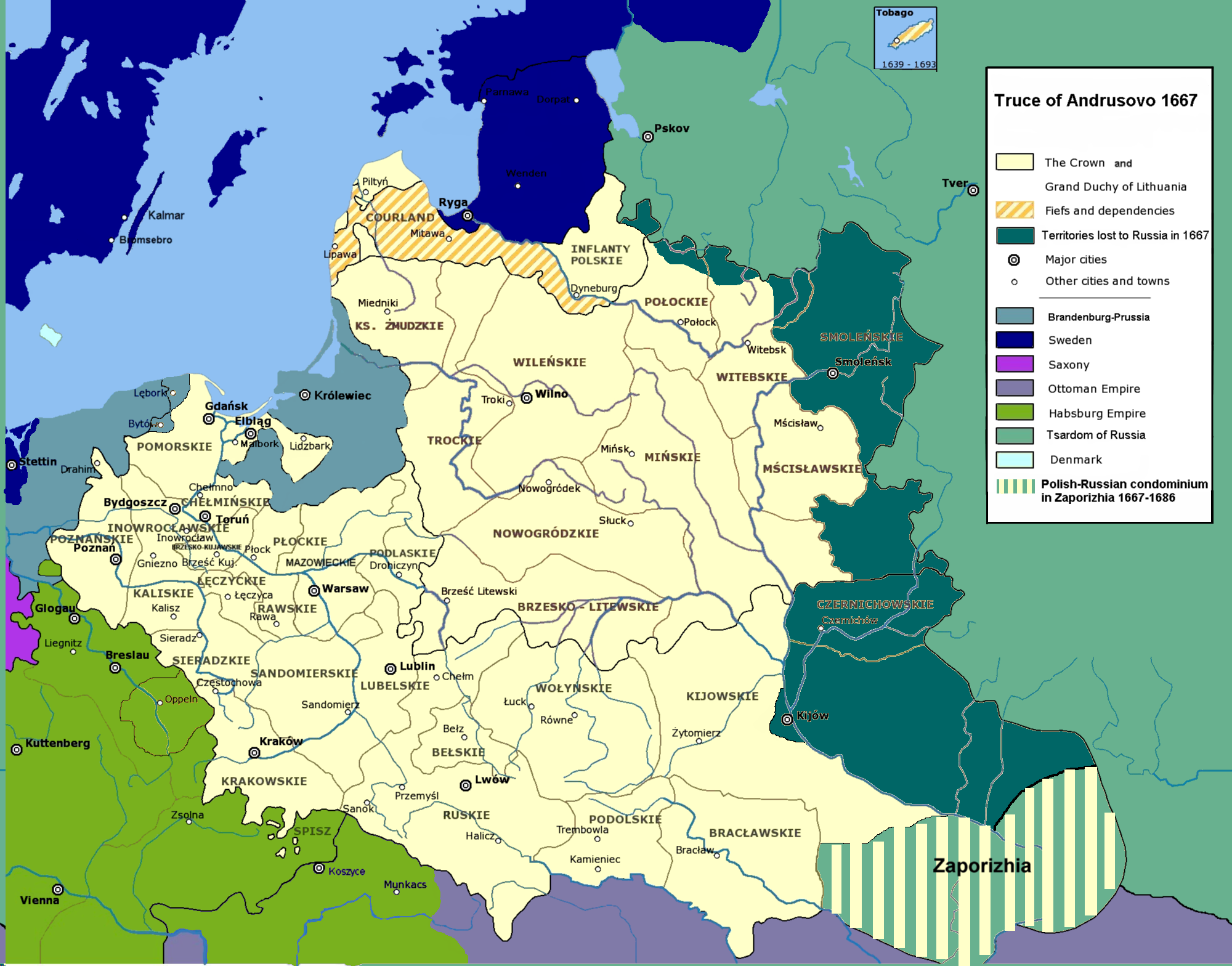
Rzeczpospolita w 1667 roku, kolorem ciemnozielonym zaznaczono ziemie Rzeczypospolitej będące w posiadaniu Carstwa Rosyjskiego na mocy rozejmu andruszowskiego, zaznaczono Zaporoże jako kondominium polsko-rosyjskie w latach 1667–1686

Rozejm andruszowski – rozejm zawarty 9 lutego (30 stycznia starego stylu) 1667 w Andruszowie, kończący wojnę Rzeczypospolitej z Carstwem Rosyjskim.

## Tło historyczne

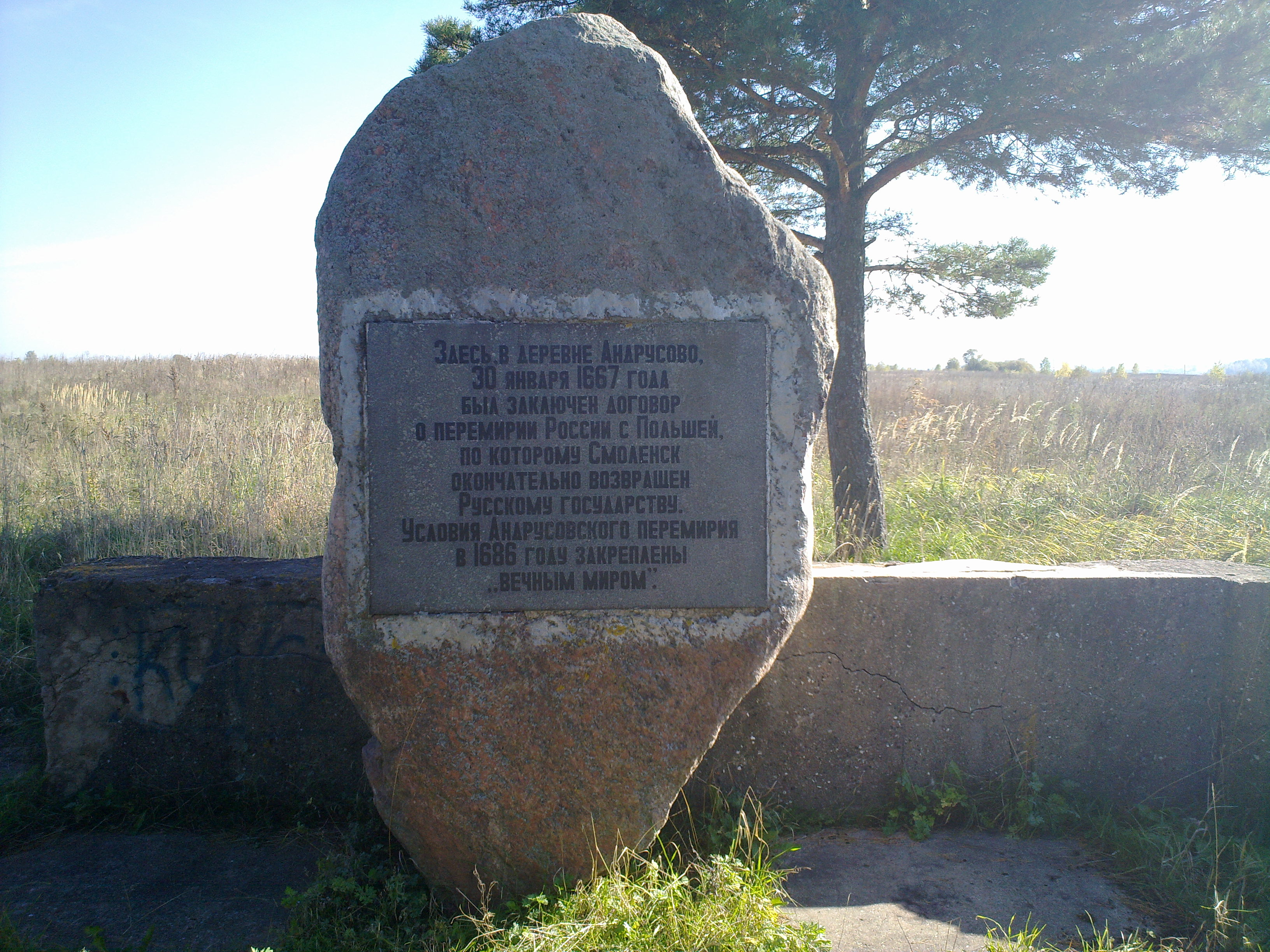
Pamiątkowy kamień w miejscu podpisania rozejmu.

W praktyce był to rozejm podsumowujący wyniki walk trwających od 1654 roku, rozpoczętych w wyniku ugody perejasławskiej, gdyż porozumienie zawarte w 1656 miało charakter przejściowy, związany z groźnymi dla obu państw sukcesami Szwecji w II wojnie północnej.
Rezultatem zmagań były poważne straty terytorialne Rzeczypospolitej i ostateczna rezygnacja z aktywnej polityki na wschodzie Europy. Rosja, pomimo trapiących ją wciąż kłopotów wewnętrznych, potrafiła, częściowo dzięki korzystnemu splotowi okoliczności zewnętrznych (powstanie Chmielnickiego, potop szwedzki), przezwyciężyć prawie stuletnią dominację Rzeczypospolitej w dwustronnych stosunkach i przejść do polityki ofensywnej, przygotowując tym grunt do późniejszej ekspansji dającej jej miano mocarstwa europejskiego.
Ostatnia ofensywna operacja Polski przeciwko Rosji miała miejsce jesienią roku 1663. Prawie stutysięczna armia pod dowództwem króla Jana Kazimierza, pomimo sukcesów w kilku potyczkach, utknęła pod Siewskiem, nie mogąc zdobyć warownego obozu Rosjan dowodzonych przez kniazia Grzegorza Romodanowskiego. Wyczerpane długoletnim wysiłkiem militarnym strony rozpoczęły latem 1664 roku rozmowy.
Rokowania ciągnęły się dwa i pół roku, ich zakończenie przyśpieszyło wyczerpanie stron, zwłaszcza zaś zniszczenie doborowych wojsk koronnych w bratobójczej bitwie pod Mątwami (13 lipca 1666) podczas wojny domowej w Rzeczypospolitej, co uniemożliwiło dalsze operacje zaczepne przeciwko Rosji. 30 stycznia (starego stylu, czyli 9 lutego według kalendarza gregoriańskiego) 1667 roku w Andruszowie delegacje posłów, pod przewodnictwem kanclerza wielkiego litewskiego Krzysztofa Zygmunta Paca ze strony Rzeczypospolitej i Atanazego Ordina ze strony rosyjskiej, podpisały rozejm (doczesny pokój) mający obowiązywać trzynaście i pół roku do czasu przewidywanego pokoju wieczystego.

## Postanowienia rozejmu
- Rzeczpospolita odzyskała tzw. Inflanty Polskie, zajęte przez Rosję w czasie działań wojennych.
- Wielkie Księstwo Litewskie rezygnowało z województwa smoleńskiego. Zajęte w czasie wojny przez Moskwę województwa połockie i witebskie wróciły do Litwy.
- Od Rzeczypospolitej odchodziły na północy: Dorohobuż, Biała, Newel, Siebież, Krasne i Wieliż wraz ze swoimi powiatami[3].
- Korona rezygnowała z województwa czernihowskiego i z ok. połowy ogromnego (ok. 250 tys. km kwadr.) województwa kijowskiego, czyli Zadnieprza.
- Sam Kijów, leżący po zachodniej stronie Dniepru, miał zostać przy Rosji tylko przez dwa lata, jako baza działań przeciw Kozakom Zaporoskim i Turcji. Po tym okresie miał wrócić do Rzeczypospolitej, jednak Rosjanie nie oddali już miasta. Traktaty polsko-rosyjskie dotyczące Kijowa nie zostały ratyfikowane[4].
- Zaporoże zostało uznane za kondominium Polski i Rosji, a kozacy zaporoscy mieli służyć obu monarchom przeciwko ewentualnej agresji bisurmańskiej[3].
- Rozejm przewidział zawarcie sojuszu przeciwko Imperium Osmańskiemu i Chanatowi Krymskiemu. Dokonano uzgodnień co do wymiany jeńców oraz wzajemnego zwrotu cenniejszych łupów.

## Skutki
Zawierając rozejm, Polacy traktowali go jako koniunkturalny, konieczny ze względu na chwilowe osłabienie państwa. Wskutek braku wewnętrznych reform ustrojowych i wojskowych w Rzeczypospolitej, które ułatwiłyby konsekwentną politykę zagraniczną kraju, oraz wzrostu zagrożenia turecko-tatarskiego od południa, okazał się trwały. Potwierdzono go w 1686 r. traktatem Grzymułtowskiego, który ustabilizował granice Rzeczypospolitej z Rosją na 86 lat, do I rozbioru w 1772 r.